# Allocapnia recta
Allocapnia recta is een steenvlieg uit de familie Capniidae. De wetenschappelijke naam van de soort is voor het eerst geldig gepubliceerd in 1924 door Claassen.